# 4996 Veisberg
4996 Veisberg este un asteroid din centura principală, descoperit pe 11 august 1986 de Liudmila Karacikina.